# Уинтер, Эрик
Эрик Уинтер (англ. Eric Winter, род. 17 июля 1976) — американский актёр и, в прошлом, фотомодель.

## Личная жизнь
Был женат на актрисе Эллисон Форд с 2001 по 2005 год. После развода познакомился с актрисой Розалин Санчес. Эрик и Розалин начали встречаться после встречи на вечеринке в Лос-Анджелесе в 2005 году. Три года спустя, 29 ноября 2008 года, пара поженилась в форте Сан-Кристобаль в Старом Сан-Хуане, Пуэрто-Рико, который является родным городом Розлин. У супругов двое детей — дочь Сибилла Роуз Уинтер  (родилась 4 января 2012 года) и сын Дилан Гэбриел Уинтер (родился 3 ноября 2017 года).

## Жизнь и карьера
Эрик Уинтер родился в Калифорнии. Окончил Калифорнийский университет в Лос-Анджелесе со степенью в области психологии. Прежде чем начать профессиональную карьеру актёра работал моделью.
Первой телевизионной ролью стала роль Рекса Брейди в американской дневной мыльной опере «Дни нашей жизни». В этом шоу он снимался с 2002 по 2005 год, а после ухода появлялся в таких сериалах как «Дикий огонь», «Братья и сёстры». Участвовал в недолговечных проектах телеканала CBS — мюзикле «Вива Лафлин» (2007) и сериале «Лунный свет».
Уинтер появился в кинофильмах «Гарольд и Кумар: Побег из Гуантанамо» (2008) и «Голая правда» (2009), а также снялся в телефильмах канала Lifetime «Взлом» (2006) и «Воскресенья у Тиффани» (2010). Также у него были второстепенные роли в сериалах «Менталист», «Благочестивые стервы» и «Риццоли и Айлс», в каждом из которых он играл бойфрендов основных героинь. В 2013 году он получил постоянную роль жениха Дженны Дуан в сериале канала Lifetime «Ведьмы Ист-Энда». С 2018 года играет в основном составе телесериала «Новичок».
В 2013 году вышла компьютерная игра Beyond: Two Souls, в которой Эрик сыграл роль агента ЦРУ Райана Клейтона.

## Фильмография
| Год          |     | Русское название                       | Оригинальное название                     | Роль                 |
| ------------ | --- | -------------------------------------- | ----------------------------------------- | -------------------- |
| 1999         | с   | Профайлер                              | Profiler                                  | Тодд                 |
| 1999         | с   | ФАКультет                              | Undressed                                 | Эрик                 |
| 1999         | с   | Паркеры                                | The Parkers                               | Энтони               |
| 2002         | с   | Шоу Энди Дика                          | The Andy Dick Show                        | н/д                  |
| 2002         | с   | Зачарованные                           | Charmed                                   | Тревор               |
| 2002—2005    | с   | Дни нашей жизни                        | Days of Our Lives                         | Рекс Брейди          |
| 2004         | тф  | Когда мы были взрослыми                | Back When We Were Grownups                | Ханк                 |
| 2005         | тф  | Обыкновенная магия                     | The Magic of Ordinary Days                | Уолтер               |
| 2005         | с   | C.S.I.: Место преступления             | CSI: Crime Scene Investigation            | Джулиан Харпер       |
| 2005—2006    | с   | Лав Инкорпорейшн                       | Love, Inc.                                | Майк Смит            |
| 2006         | с   | Саус Бич                               | South Beach                               | Форд Дейвенпорт III  |
| 2006         | с   | Пеппер Деннис                          | Pepper Dennis                             | Коннор Бланшар       |
| 2006         | тф  | Взлом                                  | Break-In                                  | Камерон              |
| 2006         | с   | —                                      | Just Legal                                | Джаред Кейл          |
| 2007         | с   | Дикий огонь                            | Wildfire                                  | Ар Джей Блейк        |
| 2007         | с   | Вива Лафлин                            | Viva Laughlin                             | Питер Карлайл        |
| 2007—2008    | с   | Братья и сёстры                        | Brothers & Sisters                        | Джейсон Маккалистер  |
| 2008         | ф   | Гарольд и Кумар 2: Побег из Гуантанамо | Harold & Kumar Escape from Guantanamo Bay | Колтон               |
| 2008         | с   | Лунный свет                            | Moonlight                                 | Бенджамин Толбот     |
| 2008         | с   | Все мои бывшие                         | The Ex List                               | Джейк Тернер         |
| 2008         | тф  | Не замужем, с родителями               | Single with Parents                       | Чарли                |
| 2009         | ф   | Голая правда                           | The Ugly Truth                            | Колин                |
| 2010         | тф  | Воскресенья у Тиффани                  | Sundays at Tiffany’s                      | Майкл Френд          |
| 2010—2012    | с   | Менталист                              | The Mentalist                             | Крейг О’Лафлин       |
| 2011         | с   | C.S.I.: Место преступления Майами      | CSI: Miami                                | Джо Графтон          |
| 2011         | тф  | Выходные в Белвью                      | Weekends at Bellevue                      | Джаред Нокс          |
| 2012         | с   | Благочестивые стервы                   | GCB                                       | Люк Лурд             |
| 2012         | ф   | Клин клином                            | Fire with Fire                            | Адам                 |
| 2012         | тф  | —                                      | Scent of the Missing                      | Джейк                |
| 2013         | с   | Риццоли и Айлс                         | Rizzoli & Isles                           | Брендон Томас Саррон |
| 2013         | ки  | —                                      | Beyond: Two Souls                         | Райан Клейтон        |
| 2013—2014    | с   | Ведьмы Ист-Энда                        | Witches of East End                       | Дэш Гардинер         |
| 2014         | ф   | Комета                                 | Comet                                     | Джош                 |
| 2015         | кор | —                                      | Dead End                                  | н/д                  |
| 2016         | с   | Секреты и ложь                         | Secrets & Lies                            | Нил Оливер           |
| 2016—2017    | с   | Роузвуд                                | Rosewood                                  | Эдриан Уэбб          |
| 2017         | тф  | В поисках Санты                        | Finding Santa                             | Бен Уайт             |
| 2017         | с   | —                                      | Las Reinas                                | Роберт Эллисон       |
| 2017         | с   | —                                      | LaGolda                                   | Сэмюел               |
| 2017—2018    | с   | Хороший доктор                         | The Good Doctor                           | доктор Мэтт Койл     |
| 2018 — н. в. | с   | Новичок                                | The Rookie                                | Тим Брэдфорд         |
| 2019         | тф  | Вкус лета                              | A Taste of Summer                         | Кейлеб Делани        |